# Юганна Гельдін
Юганна Гельдін (29 серпня 1994 , Уппсала ) — шведська керлінгістка, олімпійська медалістка.